# ریچارد بوگنار
ریچارد بوگنار (مجاری: Richárd Bognár؛ زادهٔ ۲۵ آوریل ۱۹۶۷) تیرانداز تراپ اهل مجارستان بود.